# 周家螳螂拳
周家螳螂拳，廣東東江拳術，為中國武術南拳門派之一。有別於在北方發展的螳螂拳，故又稱為南螳螂。

## 源起
約二百年前
，廣東東江嘉應州興寧周家村人士周亞南，追隨禪隱大師學習南少林拳，目睹螳螂與雀相鬥，於是創出周家螳螂拳。

## 發展
周亞南在鄉間，傳技於黃福高，清末時黃再傳與劉瑞(誠初、水)，劉水後來來了香港設館授徒。
葉瑞(啟瑞) 新會東坑人士（於2004年去世）於194? 拜劉水學藝，日治時，劉水祖師染病而兒子劉偉強(傳香)回鄉，幸得葉瑞夫婦照顧！而劉自知時日無多，便以畢生所學傳授給葉瑞，更撰寫周家螳螂拳史、棍、械、氣功撮要及跌打秘方，要他把周家螳螂發揚光大。

## 特色簡介
由於東江源頭接近福建，拳種近似福建白鶴拳，或稱鶴佬拳及五拳。
周家螳螂拳有三個拳種：三步箭，三箭搖橋（手）及三箭批橋（彈）等；
繼後依次練習：三弓迫橋，陰陽手，佛手，十八暗勁手，三步擸橋，纏絲手，迫山拳，四門驚勁（四板驚彈），
大小連環，七步連環扣打，連環雙吐手，游龍手，拿龍手，磨盤手，螳螂吐霧手，十八捕蟬手……等。